# حميد القطامي
حميد محمد عبيد القطامي الزعابي (1959-) سياسي إماراتي، شغل منصب وزير الصحة (2006-2009) ووزير التربية والتعليم (2009-2014). كما شغل العديد من الوظائف القيادية في دولة الإمارات، ورأَسَ عدداً من اللجان الوزارية والوطنية على مستوى الدولة. كما عمل مديراً عاماً لمعهد الإمارات للدراسات المصرفية والمالية (1991–2006)، حيث أسهم في إرساء دعائم نهضة القطاع المصرفي والمالي في الدولة.

## حياته
ولد القطامي في جزيرة زعاب في إمارة رأس الخيمة في عام 1959. حصل على شهادة ماجستير في الإدارة من الولايات المتحدة الأميركية عام 1985.

## المناصب التي شغلها
عمل القطامي في العديد من المناصب في الدولة منها:
- رئيس مجلس إدارة مؤسسة الإمارات للنقل والخدمات(مواصلات الإمارات)
- رئيس مجلس إدارة المركز الإقليمي للتخطيط التربوي
- مدير معهد الإمارات للدراسات المصرفية.
- رئيس مجلس أمناء جائزة الشارقة للعمل التطوعي.
- رئيس جمعية متطوعي الإمارات.
- رئيس جمعية أصدقاء البيئة.
- ترأس مجالس إدارة وعضوية العديد من البنوك والشركات.
- مقرر عام لجنة تنمية الموارد البشرية في القطاع المصرفي.
- عضو مجلس أمناء هيئة تنمية.
- عضو سابق في المجلس الاستشاري لكلية الإدارة والاقتصاد بجامعة الإمارات.
- عضو سابق في المجلس الاستشاري الوطني للجامعة الأميركية بالشارقة.
- شارك في إعداد الهيكل التنظيمي لعدة وزارات من بينها وزارة الصحة.
- مدير عام هيئة صحة دبي (حتى يناير 2021)[4][5]

## المناصب التي يشغلها
- رئيس مجلس إدارة المركز الإقليمي للتخطيط التربوي
- رئيس مجلس أمناء جائزة حمدان الطبية.
- رئيس جمعية متطوعي الإمارات.
- مؤسس وعضو في العديد من الجمعيات ذات النفع العام في الإمارات.